# クロコダイル (機関車)

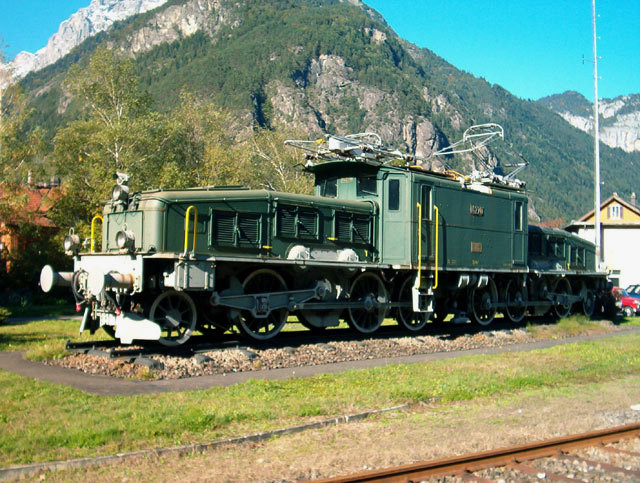
エルストフェルトの Ce6/8形クロコダイル機関車

クロコダイル（スペイン語: Crocodile）という一群の電気機関車の名称は、特徴的なボンネットの部分が鰐に似ている事に起因する。ボンネットの中にはモーターや駆動装置が収められていて、連接式の中央部に結合されている。中央部は乗員室、パンタグラフ、変圧器等がある。
最初はスイスの機関車に対して用いられたが、次第に他国の類似の外観の機関車に対しても用いられるようになった。開発にあたり、ガーラット式蒸気機関車を参考にしたとされる。各国とも急曲線の多い山岳路線での使用が多い。

## 歴史・種類
"クロコダイル"の名称は最初に1919年から1927年に製造されたスイス国鉄のCe6/8II形とCe6/8III形に対して用いられた。これらの機関車は急曲線の多いルツェルン～チアッソ間のゴッタルド線で運用されたものである。

電動機は車体に装荷されているが、急曲線のあるアルペンルートやトンネルでも通過出来るように柔軟性は確保するため、2つの動力ユニットをピボット軸を中心として運転室と変圧器が跨ぐ連接式の構造により急曲線の通過を容易にしている。これらの機関車は一般的にはスイス クロコダイル或いはSBB クロコダイルと呼ばれ1980年代まで運行されたほか、現存する機関車は今でも歴史的機関車として運行されている。

スイス国鉄Ce6/8II形電気機関車
スイス国鉄Ce6/8III形電気機関車

非常に類似した1089形(独)と1189形(独)(後の1100形)機関車がオーストリア連邦鉄道にも存在し、オーストリアン・クロコダイルと呼ばれる。

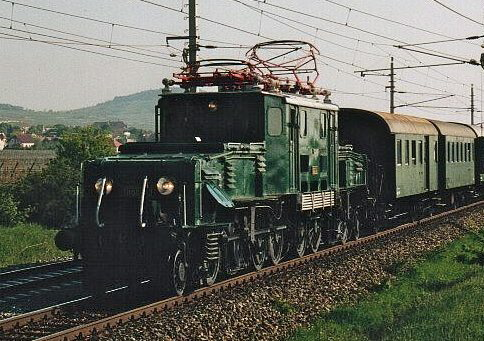
オーストリア連邦鉄道1100形電気機関車

スイス、オーストリアの標準軌仕様のクロコダイル電気機関車についで良く知られたクロコダイル機関車は、レーティッシュ鉄道(RhB)のGe6/6I形であり、「レーティッシュ・クロコダイル」の愛称を持つ。それらの何両は動態保存されて旅客列車を牽引しており、多忙期には貨物列車も牽引している。ベルニナ鉄道（後にレーティッシュ鉄道と合併）は「ベルニナのクロコダイル」の愛称を持つクロコダイル形式のGe4/4 182形1両を製造しており、現在でも運転可能で、歴史的機関車として保存されている。

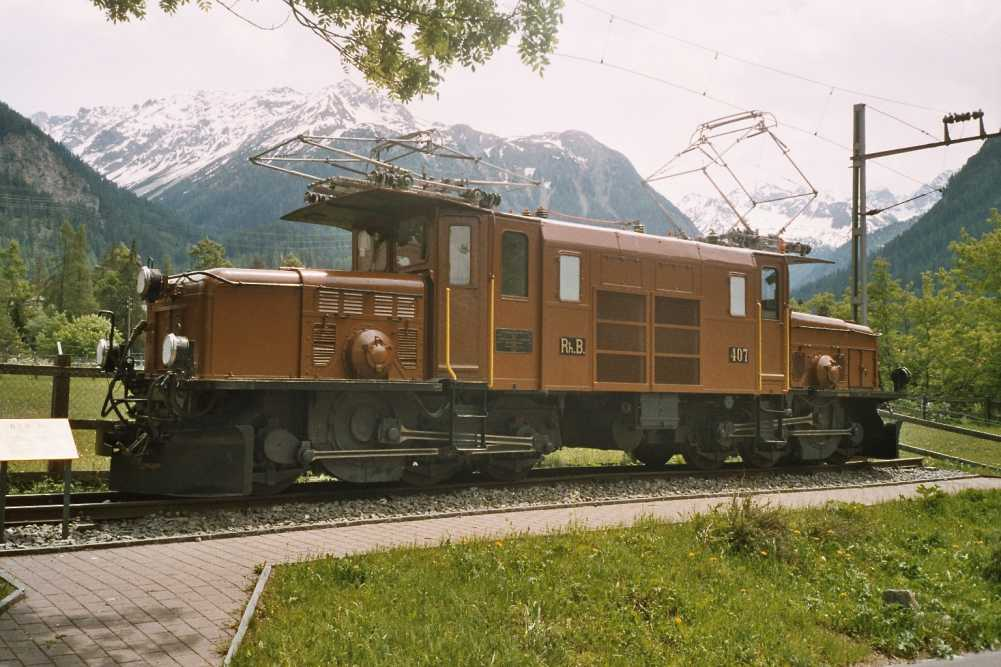
レーティッシュ鉄道Ge6/6I形電気機関車
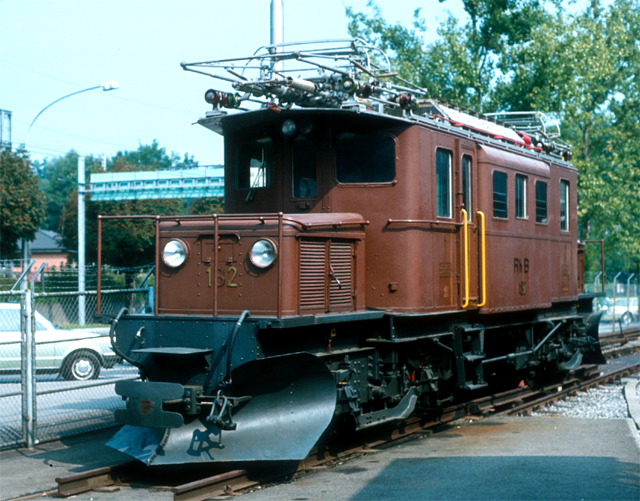
レーティッシュ鉄道Ge4/4 182形電気機関車

狭軌軌道をもつ2社の鉄道会社もクロコダイルの愛称をもつ電気機関車を所有している。例えば、マッターホルン・ゴッタルド鉄道では「ツェルマットのクロコダイル」として知られるHGe4/4形を動態保存している。一方、イヴェルドン-サン＝クロワ鉄道は、Ge4/4形21号機を所有している。それらの機関車はどちらも連接式ではなく、鉄道ファンからは「偽物のクロコダイル」の愛称で呼ばれている。

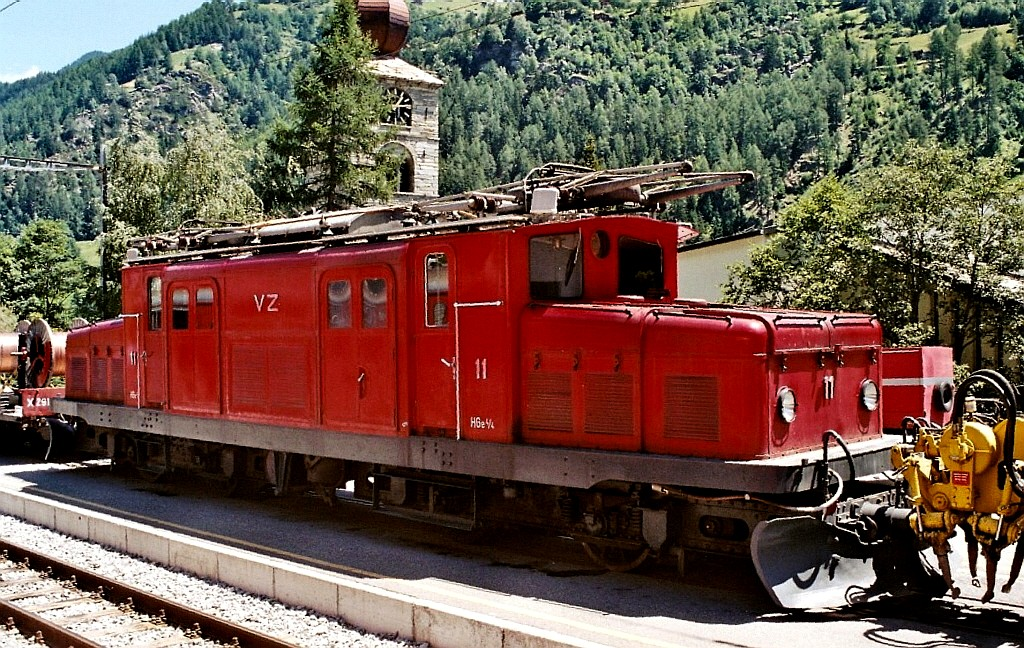
マッターホルン・ゴッタルド鉄道HGe4/4形電気機関車

ドイツのE93(独)、E94形(独)電気機関車はしばしば「ドイツのクロコダイル」と呼ばれている。また、広くて短い鼻のため「アリゲータ」とも呼ばれている。ドイツ国営鉄道（東ドイツ国鉄）では254形、ドイツ連邦鉄道（西ドイツ国鉄）では194形(194.5形)として使用されたほか、オーストリア連邦鉄道でも1020形電気機関車として活躍した。

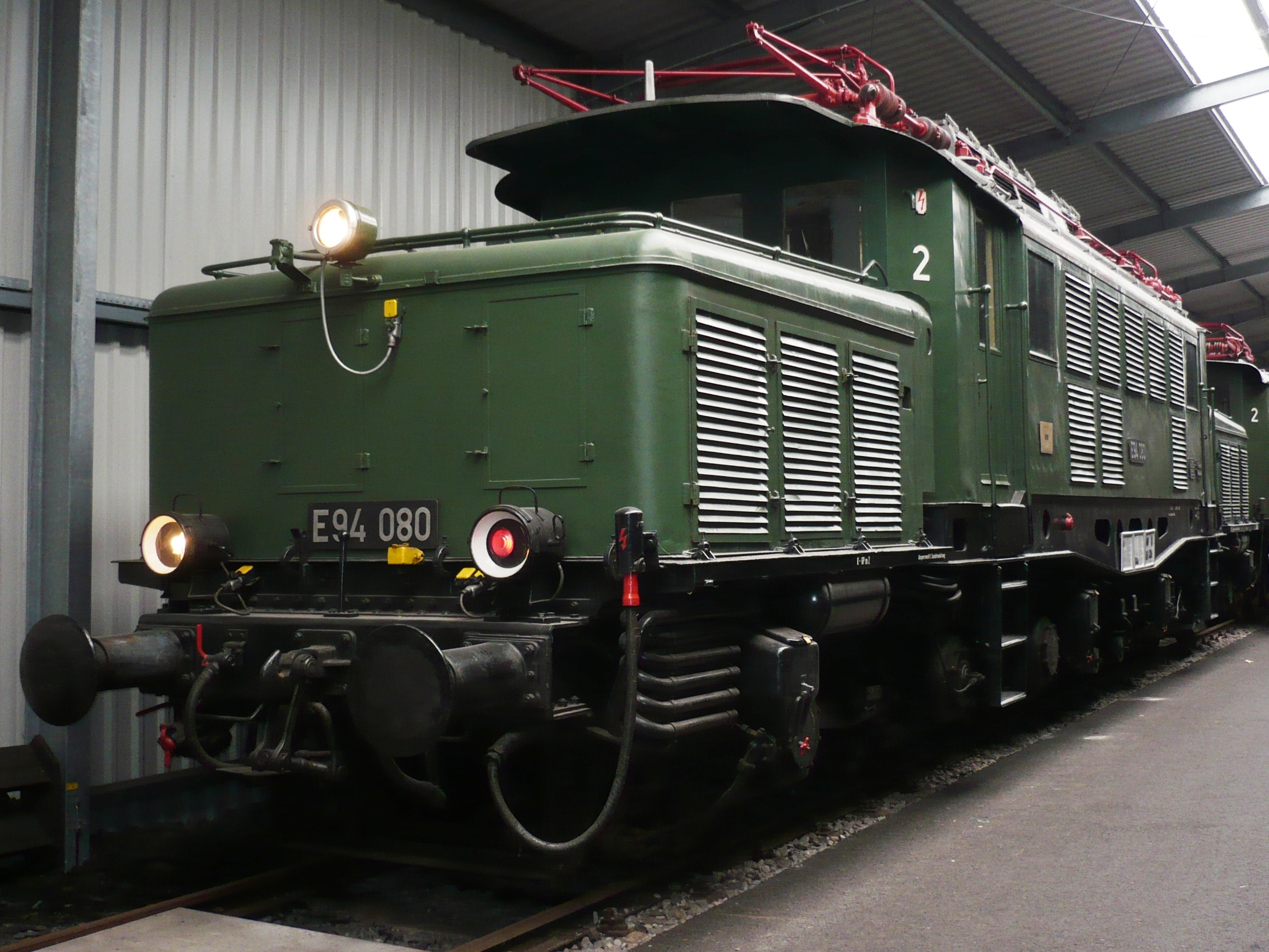
ドイツ国営鉄道E94形電気機関車
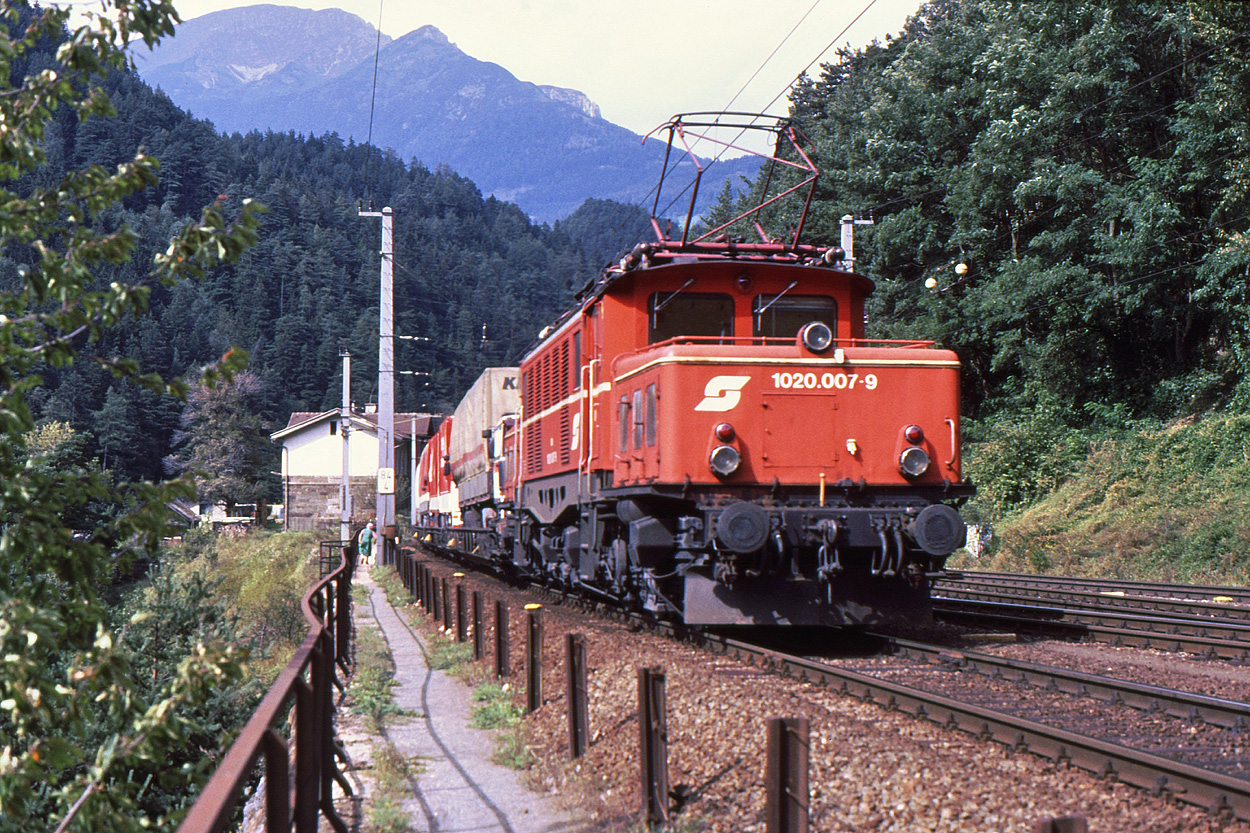
オーストリア連邦鉄道1020形電気機関車

フランス国鉄の初期の交流電気機関車であるBB12000形を始めとするシリーズは、チィオンヴィル(en:Thionville) - ヴァランシエンヌ(en:Valencienne)間の鉄鉱石の輸送に利用されたが、それも「クロコダイル」の愛称で呼ばれていた。

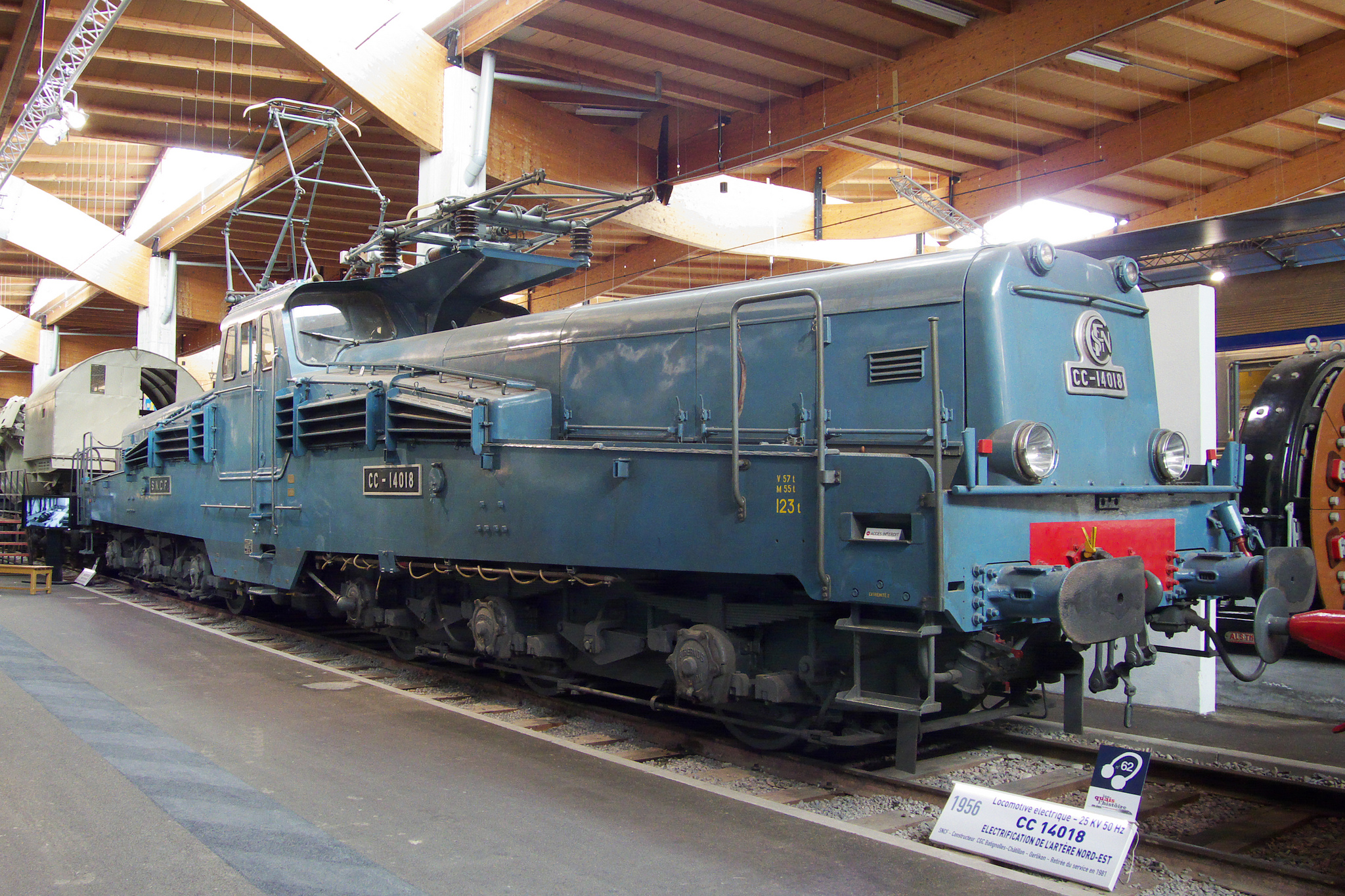
フランス国鉄CC14000形電気機関車
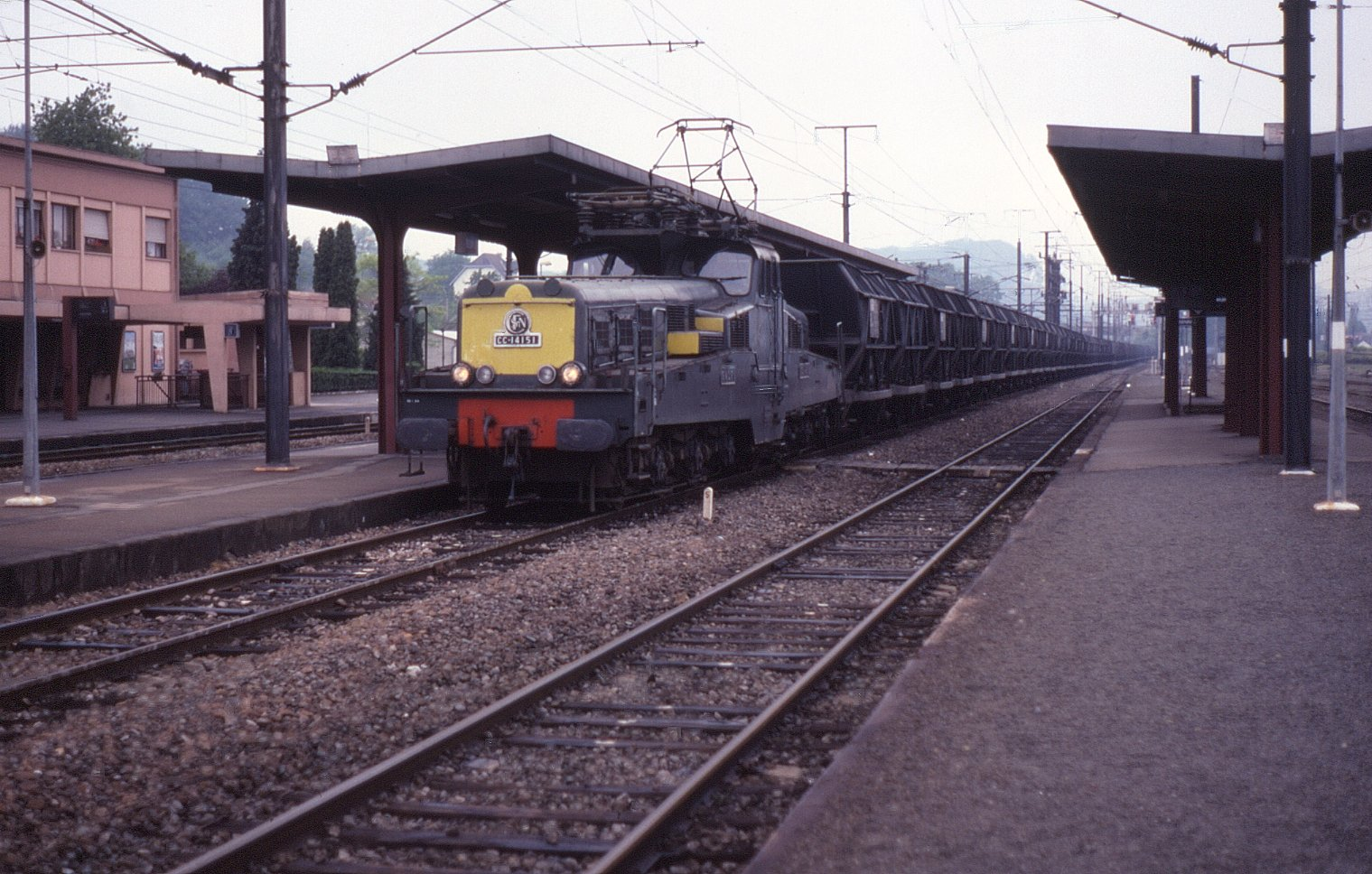
フランス国鉄CC14100形電気機関車

クロコダイル機関車はインドでも使用された。それらの機関車はWCG-1形であり、1928年からボンベイ（現ムンバイ）(Bombay) - プネー(Pune）間で使用されていた。それらの機関車は、すべてインドの広軌（5フィート6インチ =1676mm）に対応するように製造された。最初の10両はスイス・ロコモティブ・アンド・マシン・ワークス(Swiss Locomotive and Machine Works)で製造された。イギリスのバルカン会社は、この路線のために31両以上のサンプルを組立てた。

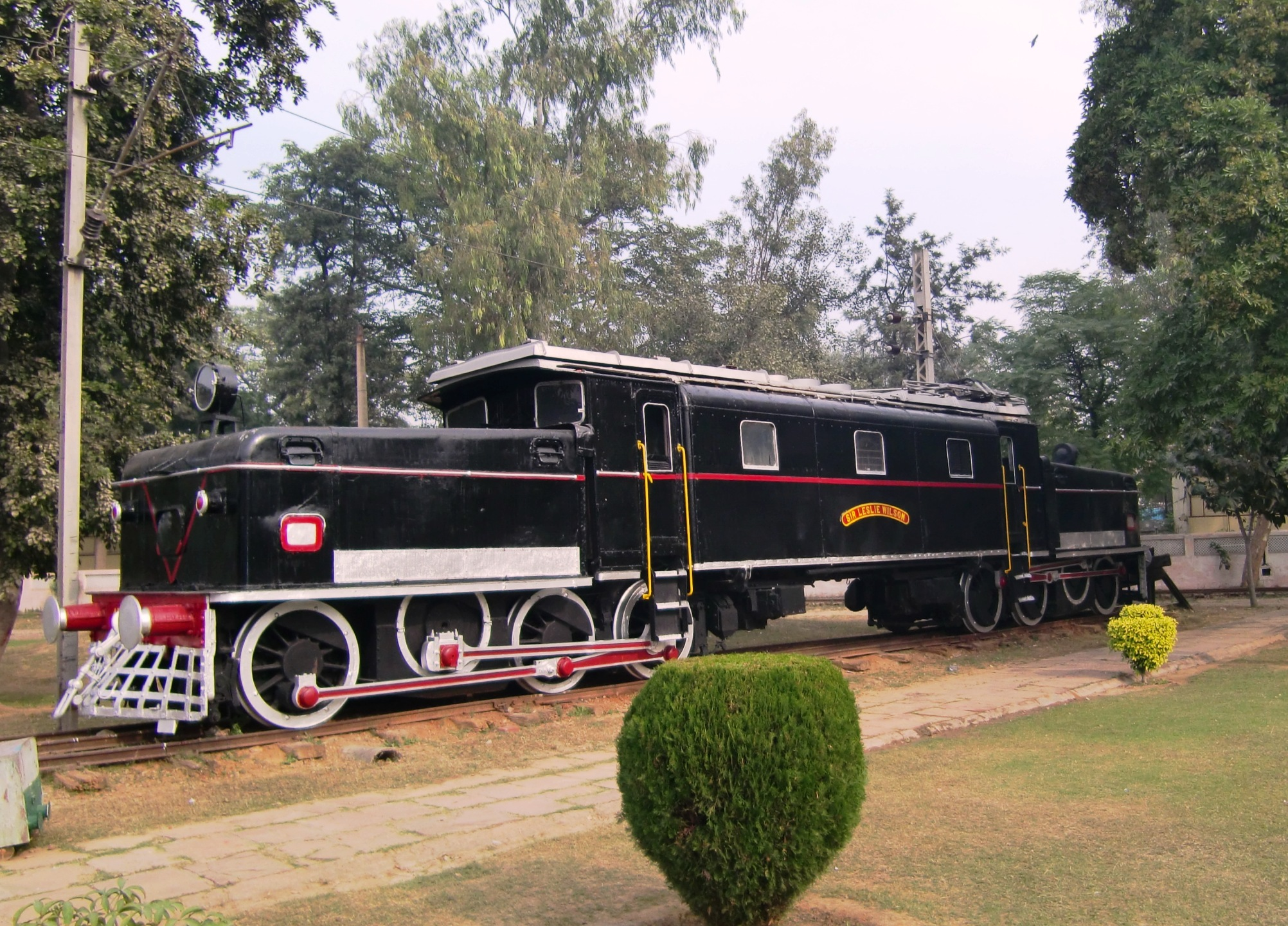
インド国鉄WCG1形電気機関車

連接式ではないが、日本では国鉄EF13形電気機関車がクロコダイルスタイルだった。
ただ戦時設計のため強度に難があり、戦後国鉄EF58形電気機関車から転用された箱型車体に更新されていた。

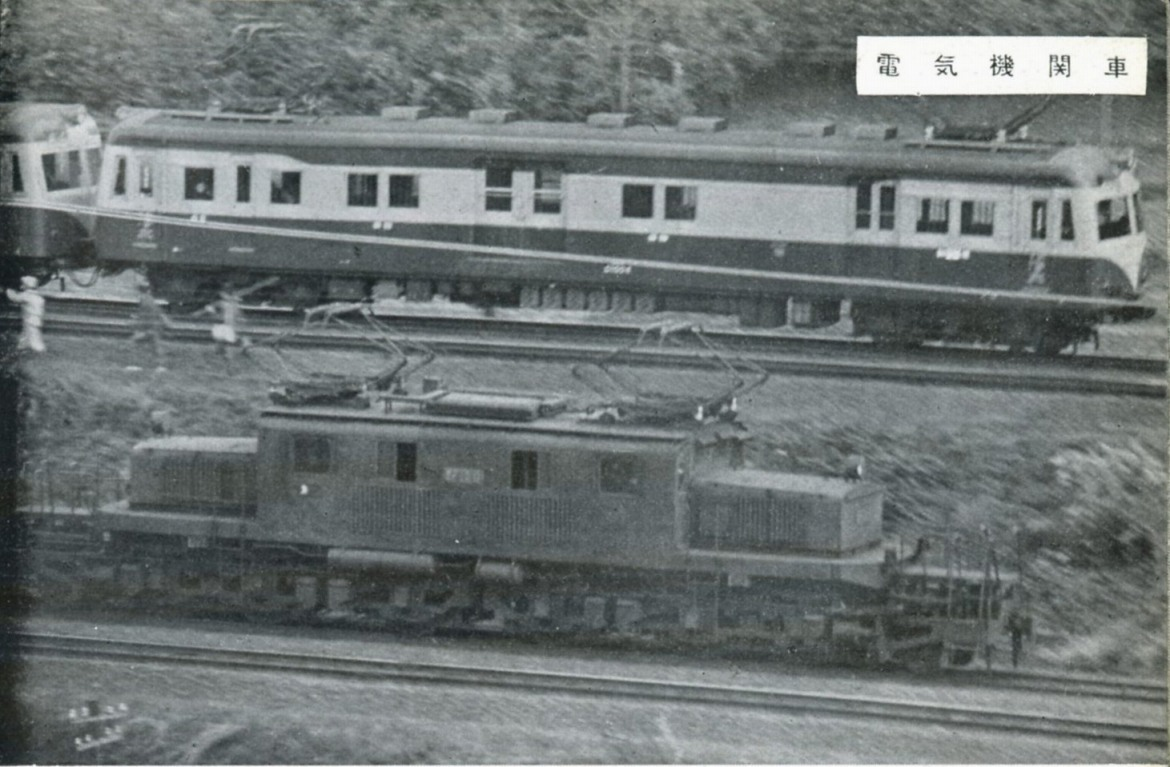

## 他のクロコダイルに似た機関車
連接式の車体は、クロコダイル独自の物ではなかった。アメリカでは、ミルウォーキー鉄道のEP-2型電気機関車（バイポーラ）で使われた。日本では「凸電」と呼ばれるSteeplecabのような、連接式でない長い鼻をもった形式が多くの機関車で採用された。

## テレビゲームでの登場
- アタリ社が発売した輸送経営シミュレーションゲームである『クリスソイヤーのロコモーション in アルプス（原題：en:Cris Sawyer's Locomotion in the Alpine Scenario』に登場。
- フィラクシス社が発売した鉄道経営シミュレーションである『シド・マイヤー レイルロード!（原題：Sid Meier's Railroads!）』にてクロコダイル型機関車Ge6/6形が買収できる列車として登場。時速64kmまで走行でき、80,000ドルで購入可能。
- ÖBB 1189形機関車が『トランスシミュレータ2012（原題：Railworks Trainsimulator 2012）』で購入可能。